# Cai E
Cai E o Ts'ai E (Shaoyang, 18 dicembre 1882 – Fukuoka, 8 novembre 1916) è stato un generale, politico, rivoluzionario e signore della guerra cinese.
Prese parte alla lotta contro la monarchia imperiale cinese sorretta dalla dinastia Qing prima e da Yuan Shikai poi, agli inizi del XX secolo.
Il suo nome di cortesia era Songpo e "Cai E" fu anche romanizzato in Tsai Ao.

## Biografia

### Primi anni

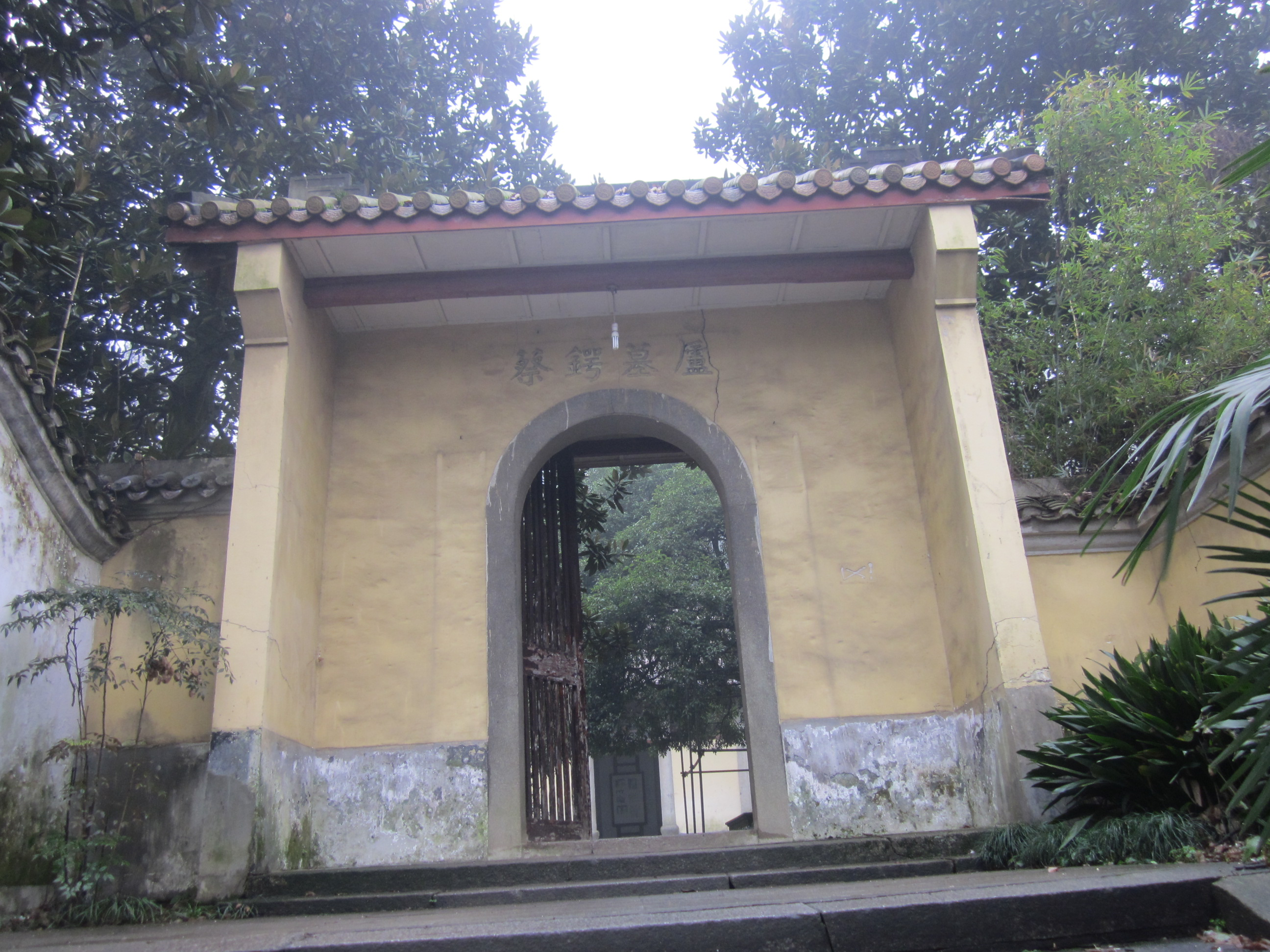
Il cottage commemorativo di Cai E situato sul Monte Yuelu a Changsha, nello Hunan

Cai E nacque a Shaoyang, nello Hunan, nel 1882, durante la tarda Dinastia Qing. Studiò alla prestigiosa e progressista scuola Shiwu Xuetang sotto la guida di Liang Qichao e Tang Caichang e andò in Giappone per studi nel 1899. Cai tornò in Cina l'anno seguente e, a soli 18 anni, tentò di prendere parte a una rivolta contro i Qing come membro dell'esercito di auto-sostegno, una milizia rivoluzionaria guidata da Tang Caichang. Quando la ribellione fallì, Cai tornò in Giappone, dove ricevette un addestramento militare presso la Tokyo Shinbu Gakko e l'Accademia dell'Esercito Imperiale Giapponese.
Tornò nella provincia del Guangxi, dove ricoprì diversi incarichi militari e gestì un'accademia di addestramento militare dal 1904 al 1910. Mentre si trovava nel Guangxi si unì al Tongmenghui, l'organizzazione rivoluzionaria cinese fondata da Sun Yat-sen e Song Jiaoren con lo scopo di rovesciare la dinastia Qing. Nel 1910 fu trasferito nella provincia dello Yunnan per comandare la 37ª brigata del Nuovo Esercito e insegnare all'Accademia militare dello Yunnan a Kunming. Tra gli allievi della scuola fu Zhu De, che iniziò nel 1909 e si diplomò nel 1912.
Poco dopo l'inizio della Rivoluzione Xinhai, il 10 ottobre 1911 Cai, alla guida della 37ª brigata, occupò con successo lo Yunnan. Dopo la rivoluzione fu comandante in capo del governo militare della provincia.
Cai E rimase governatore dello Yunnan dal 1911 al 1913. Dopo la rivoluzione il giovane generale si guadagnò la reputazione di forte sostenitore della democrazia e del politico del Kuomintang Song Jiaoren. A seguito dell'assassinio di Song da parte di Yuan Shikai, che assunse la presidenza della neonata Repubblica di Cina, questi fece rimuovere Cai dalla sua carica e lo pose agli arresti domiciliari a Pechino. Tang Jiyao lo sostituì come governatore militare dello Yunnan nel 1913.

### Opposizione a Yuan Shikai
Nel 1915 Yuan Shikai annunciò i suoi piani per sciogliere la Repubblica e proclamare se stesso come imperatore di nuova dinastia. Appreso ciò, Cai evase l'11 novembre e tornò prima in Giappone e poi nello Yunnan. Qui fondò l'Esercito di Protezione Nazionale per resistere a Yuan e difendere la Repubblica.
Il 12 dicembre Yuan Shikai accettò formalmente una petizione per diventare imperatore e le proteste si diffusero in tutta la Cina. Il 23 dicembre Cai inviò un telegramma a Pechino in cui minacciò di dichiarare l'indipendenza se Yuan non avesse annullato i suoi piani entro due giorni. Alla risposta negativa di questi, Cai dichiarò l'indipendenza il 25 dicembre fondando di conseguenza la Cricca dello Yunnan e pianificò l'invasione del Sichuan. Il governatore del Guizhou si unì a Cai nella ribellione, dichiarando l'indipendenza il 27 dicembre. Yuan Shikai si proclamò imperatore il 1º gennaio 1916 e Cai occupò il Sichuan nello stesso mese.

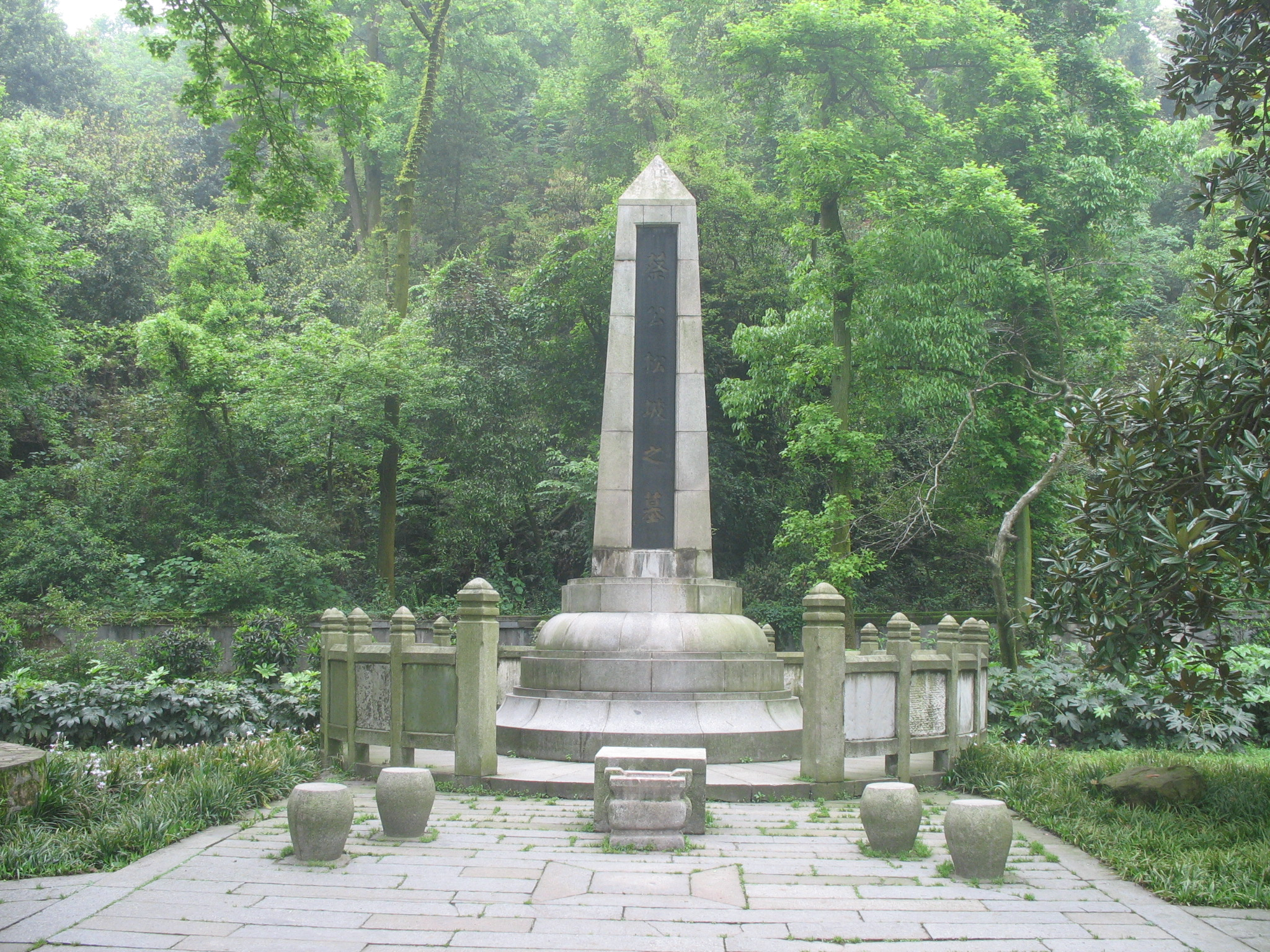
La tomba di Cai E sul Monte Yuelu

Yuan Shikai incaricò due comandanti militari di spicco della Cina settentrionale di attaccare Cai, ma nonostante la superiorità numerica delle loro forze non riuscirono a sconfiggerlo. Quando divenne chiaro che la ribellione di Cai avrebbe avuto successo, molte altre province si unirono a lui nella resistenza a Yuan. Il Guangxi e lo Shandong dichiararono l'indipendenza a marzo, il Guangdong e lo Zhejiang ad aprile e lo Shaanxi, il Sichuan (già conquistato dai repubblicani) e lo Hunan a maggio. Con numerose province dalla loro parte, i rivoluzionari costrinsero Yuan ad abbandonare il suo progetto imperiale il 20 marzo 1916.
Dopo la morte di Yuan Shikai, avvenuta 6 giugno 1916, Cai E ricoprì le cariche di governatore generale e governatore del Sichuan. Lasciò di nuovo la Cina per il Giappone per curare la tubercolosi all'Università di Kyushu a Fukuoka. Morì poco dopo l'arrivo l'8 novembre 1916, a soli 33 anni. Il 12 aprile 1917 dopo i funerali di stato in Cina, Cai E fu seppellito sul Monte Yuelu nello Hunan.

## Eredità
Molti signori della guerra che servirono Yuan Shikai non appoggiavano la sua ambizione di ripristinare l'impero e Cai E fu una delle figure di spicco che riuscì a costringere Yuan a dimettersi. Il generale ispirò il giovane Zhu De, che in seguito divenne uno dei leader militari di maggior successo dell'Armata Rossa Cinese, precorritrice dell'attuale Esercito Popolare di Liberazione, nonché vicepresidente della Repubblica Popolare Cinese dal 1954 al 1959.

## Nella cultura di massa
Nell'ottobre 2009 l'emittente televisiva di Hong Kong TVB trasmise una serie sulla storia di Cai E e Yuan Shikai: In the Chamber of Bliss.